# Carlos Gustavo, Duque de Småland
Carlos Gustavo, Duque de Småland (Estocolmo, 25 de agosto de 1782 – Estocolmo, 23 de março de 1783) foi um príncipe da Suécia.

## Biografia
Nascido em Drottningholm, Carlos Gustavo foi o segundo filho no casamento do rei Gustavo 2.º da Suécia e da rainha Sofia Madalena da Dinamarca. Ele tinha um irmão mais velho, Gustavo Adolfo, que se tornaria rei da Suécia. O bebê foi descrito como forte, saudável e grande, e nasceu como logo após a morte da mãe do rei Gustavo, a rainha Luísa Ulrica. Gustavo gostava especialmente dele.
Em março de 1873, o jovem príncipe adoeceu repentinamente, provavelmente por comida inapropriada e morreu quando tinha pouco mais de meio ano de idade. Ele está enterrado na Igreja de Riddarholmen, em Estocolmo.
Seu pai levou sua morte muito a sério e nunca havia sentido com tanta dor, foi incapaz de comparecer ao funeral do filho. Após a morte de Carlos Gustavo, Gustavo III iniciou novas fases em sua própria vida, viajando para longe da Suécia, aumentando gradualmente seu poder e iniciando uma guerra. Vários escritores atribuíram a mudança em sua personalidade e atividade, pelo menos em parte, à sua forte reação à morte de seu segundo filho.

## Brasão de armas
| Brasão de Armas do príncipe Carlos Gustavo, Duque de Småland |

## Genealogia
| Carlos Gustavo, Duque de Småland | Pai: Gustavo 3.º da Suécia       | Avô paterno: Adolfo Frederico da Suécia | Bisavô paterno: Cristiano Augusto de Holsácia-Gottorp, Príncipe de Eutin |
| Carlos Gustavo, Duque de Småland | Pai: Gustavo 3.º da Suécia       | Avô paterno: Adolfo Frederico da Suécia | Bisavó paterna: Albertina Frederica de Baden-Durlach                     |
| Carlos Gustavo, Duque de Småland | Pai: Gustavo 3.º da Suécia       | Avó paterna: Luísa Ulrica da Prússia    | Bisavô paterno: Frederico Guilherme 1.º da Prússia                       |
| Carlos Gustavo, Duque de Småland | Pai: Gustavo 3.º da Suécia       | Avó paterna: Luísa Ulrica da Prússia    | Bisavó paterna: Sofia Doroteia de Hanôver                                |
| Carlos Gustavo, Duque de Småland | Mãe: Sofia Madalena da Dinamarca | Avô materno: Frederico 5.º da Dinamarca | Bisavô materno: Cristiano 6.º da Dinamarca                               |
| Carlos Gustavo, Duque de Småland | Mãe: Sofia Madalena da Dinamarca | Avô materno: Frederico 5.º da Dinamarca | Bisavó materna: Sofia Madalena de Brandemburgo-Kulmbach                  |
| Carlos Gustavo, Duque de Småland | Mãe: Sofia Madalena da Dinamarca | Avó materna: Luísa da Grã-Bretanha      | Bisavô materno: Jorge 2.º da Grã-Bretanha                                |
| Carlos Gustavo, Duque de Småland | Mãe: Sofia Madalena da Dinamarca | Avó materna: Luísa da Grã-Bretanha      | Bisavó materna: Carolina de Ansbach                                      |